# Nemapogon meridionella
Nemapogon meridionella är en fjärilsart som beskrevs av Aleksei Konstantinovich Zagulajev 1962. Nemapogon meridionella ingår i släktet Nemapogon och familjen äkta malar.
Artens utbredningsområde är Ukraina. Inga underarter finns listade i Catalogue of Life.